# Margot Adler
Margot Susanna Adler, född 16 april 1946 i Little Rock i Arkansas, död 28 juli 2014 i New York, var en amerikansk författare, journalist och föreläsare. Hon arbetade som korrespondent för National Public Radio i 35 år, blev chef för New York-kontoret och kunde höras ofta i det nationellt syndikerade All Things Considered och Morning Edition på National Public Radio (NPR). Adler, som var en wiccaöversteprästinna, skrev boken Drawing Down the Moon; detta var ett banbrytande verk inom nyhedendom i Amerika.

## Biografi

### Uppväxt
Adler föddes som enda barn till doktor Kurt Adler. Hon var enda barnbarn till psykologen Alfred Adler, medarbetare till Sigmund Freud och Carl Jung i Wien före andra världskriget. Hon var också enda barnet till Freyda Nacque Adler, född Pasternack, vars föräldrar dött innan Margot föddes. Freyda var karismatisk delade enligt Margot faster Mames egenskaper som bildskön och erkänd politisk aktivist. Båda föräldrarna var judar, men de varken utövade religionen eller firade religiösa högtider.
I sin självbiografiska skildring av uppväxten under 1960-talet, Heretic’s Heart, beskrev hon sig själv som “en främling i Amerika”. Hennes farfar hade varit en personlig vän till Leo Trotskij. Farfadern tog sin familj till USA för att undkomma förföljelse från stalinistiska, antitrotskistiska grupper i Österrike. Han lyckades dock inte rädda sin äldsta dotter, Valentine, som fängslades i Ryssland. Albert Einstein, en vän till familjen, ingrep för Adlers räkning och fick veta att Valentine och hennes make hade dött i ett gulagläger 1942.
Margot Adler beskrev sig själv som "barn till vänsterföräldrar" under McCarthy-eran. Både hennes far och hennes farfar var psykiater, men fadern förblev något av en gåta för Margot. Han ägnade sitt livsverk åt att analysera sin egen fars teorier om människans psykologi och att dra paralleller till Karl Marx teorier om ekonomisk socialism. Arbetet blev dock aldrig färdigställt före hans död. Margot Adler skrev: "Det enda som bankades in i mitt huvud var den Adlerianska idén om ‘socialt intresse’, som – även om den aldrig tydligt definierades under min uppväxt – tycktes handla om att vara samarbetsvillig och förena ens individuella önskningar med samhällets behov – ungefär som socialismen."
Adler växte upp på Manhattan och studerade vid den liberala City and Country School i Greenwich Village, en plats som hon kallade "min utopi, och platsen som förblev hel och intakt och levande, även när min egen familj föll isär". Det var där hon förälskade sig i myternas gudar och gudinnor, berättelser som senare blev avgörande för hennes beslut att bli wiccaprästinna. Här upptäckte hon också sin kärlek till sång och scenframträdande, vilket ledde henne till att börja på High School of Music & Art (som senare slogs samman med High School of Performing Arts och blev LaGuardia High School of Music & Art and the Performing Arts) i New York.
Det var sin mor Freyda som Adler stod närmast, och det var med henne hon bodde efter föräldrarnas skilsmässa. Modern behöll familjens lägenhet på Manhattans västra sida, med utsikt över Central Park, en lägenhet som Adler ärvde medan den fortfarande var hyresreglerad och som hon och hennes make senare köpte när fastigheten omvandlades till bostadsrätter. Margot Adler kallade lägenheten för "sin lilla bit av himlen på jorden", högt uppe vid Central Parks västra kant och med utsikt över staden. Den inrymde alla familjens minnessaker som bevarats där sedan hennes barndom, inklusive de brev som låg till grund för Heretic’s Heart.

### Utbildning
Adler avlade kandidatexamen i statsvetenskap vid University of California, Berkeley och magisterexamen vid Columbia University Graduate School of Journalism i New York år 1970. Hon var 1982 medlem av Nieman Fellowship vid Harvard University.
Fokus i Heretic’s Heart ligger på Adlers upplevelser under 1960-talet. Hon var förstaårsstudent på Berkeley när yttrandefrihetsrörelsen (FSM) aktiverade sig där 1965, som en reaktion på att University of California försökte inskränka studenters och lärares rätt att samlas och organisera sig i politiska frågor (särskilt i syfte att rekrytera studenter till arbetet inom medborgarrättsrörelsen i amerikanska Södern). Protester på campus, som kulminerade i en sittstrejk i Sproul Hall (Berkeleys administrationsbyggnad), ledde till det största massgripandet av studenter för politiska protester i USA:s historia.:1 I sin mors anda drog sig Adler inte undan politisk aktivism, utan hon omfamnade den. Hon kände starkt för de frågor hon engagerade sig i, så till den grad att hon frivilligt avtjänade 90 dagar i fängelse för sitt deltagande i FSM, trots att hon hade kunnat undgå straffet. Det var under denna tid som Adler började arbeta som ideellt arbetade journalist och rapporterade om FSM för Pacifica Radio, KPFA, i Berkeley.
Under sommaren efter sitt första år på universitetet åkte Adler 1965 till Mississippi för att volontärarbeta åt Democratic Freedom Party, med målet att registrera afroamerikanska väljare. Detta visade sig på flera plan som en negativ upplevelse för henne. Det rådde splittring mellan volontärerna och den ordinarie personalen, och registreringen av nya väljare hade begränsad framgång. Slutligen uppstod en situation där Adler och andra volontärer övergavs mitt på en enslig landsväg, där de under vapenhot tvingades överge den ende afroamerikanske volontären i gruppen. Han lyckades till sist på egen hand ta sig tillbaka till säkerhet.
Upplevelsen skakade Adler djupt, och hon bestämde sig för att återvända hem till New York. På vägen stannade hon till i Little Rock (där hon föddes medan hennes far var stationerad där under andra världskriget) för att besöka en familjevän. Denna kvinna bodde i ett helt vitt bostadsområde och uttryckte för Adler sin ånger över stadens nyligen genomförda skolintegration (se Little Rock Nine). Detta möte förstärkte ytterligare hennes känsla av främlingskap i sitt eget land.
I centrum av Heretic’s Heart står korrespondensen mellan Adler och en amerikansk soldat i Vietnam, vilken skedde medan hon var student vid Berkeley. Mellan våren 1967 och slutet av samma år skrev de över 200 sidor brev till varandra, fram till dess att de till sist möttes i oktober när han återvänt från ett krig han inte stödde, men som han hade tvingats kämpa i för att överleva.
De återförenades i San Francisco och tillbringade några dagar tillsammans. Men kärleksaffären blev inte långvarig. Det finns inga uppgifter om att de hade fortsatt kontakt efteråt, trots att detta var det som kom närmast de romantiska fantasier som snurrade i Adlers inre.
Efter att ha avlagt examen vid Berkeley med utmärkelsen Phi Beta Kappa och en kandidatexamen i statsvetenskap valde Adler att satsa på en karriär inom journalistik och antogs till masterprogrammet vid Columbia University. Men att bli en del av etablissemanget innebar inte att hennes politiska aktivism upphörde. Som del av studierna reste hon tillsammans med en vän till Kuba för att bli medlem av Venceremosbrigaden och hjälpa till att skörda socker – både som stöd för den kubanska revolutionen och som en protest mot USA:s ekonomiska embargo mot landet. Hennes vistelse avslutades när hon kallades hem till sin mors dödsbädd, i slutskedet av hennes kamp mot lungcancer. Modern avled år 1970, vid 61 års ålder.

### Journalistik och radio
År 1971 reste Margot Adler till Washington D.C. för att tjänstgöra som chef för Pacifica Radio. Detta var en svår tid för henne. Hon kämpade med vikten och sin kroppsuppfattning och kände att "jag kände mig fullständigt överväldigad i det främmande land som var Richard Nixons Washington. Utåt försökte jag se någorlunda 'normal' och representabel ut; jag talade mjukt och artigt. Inombords kokade jag av ilska."

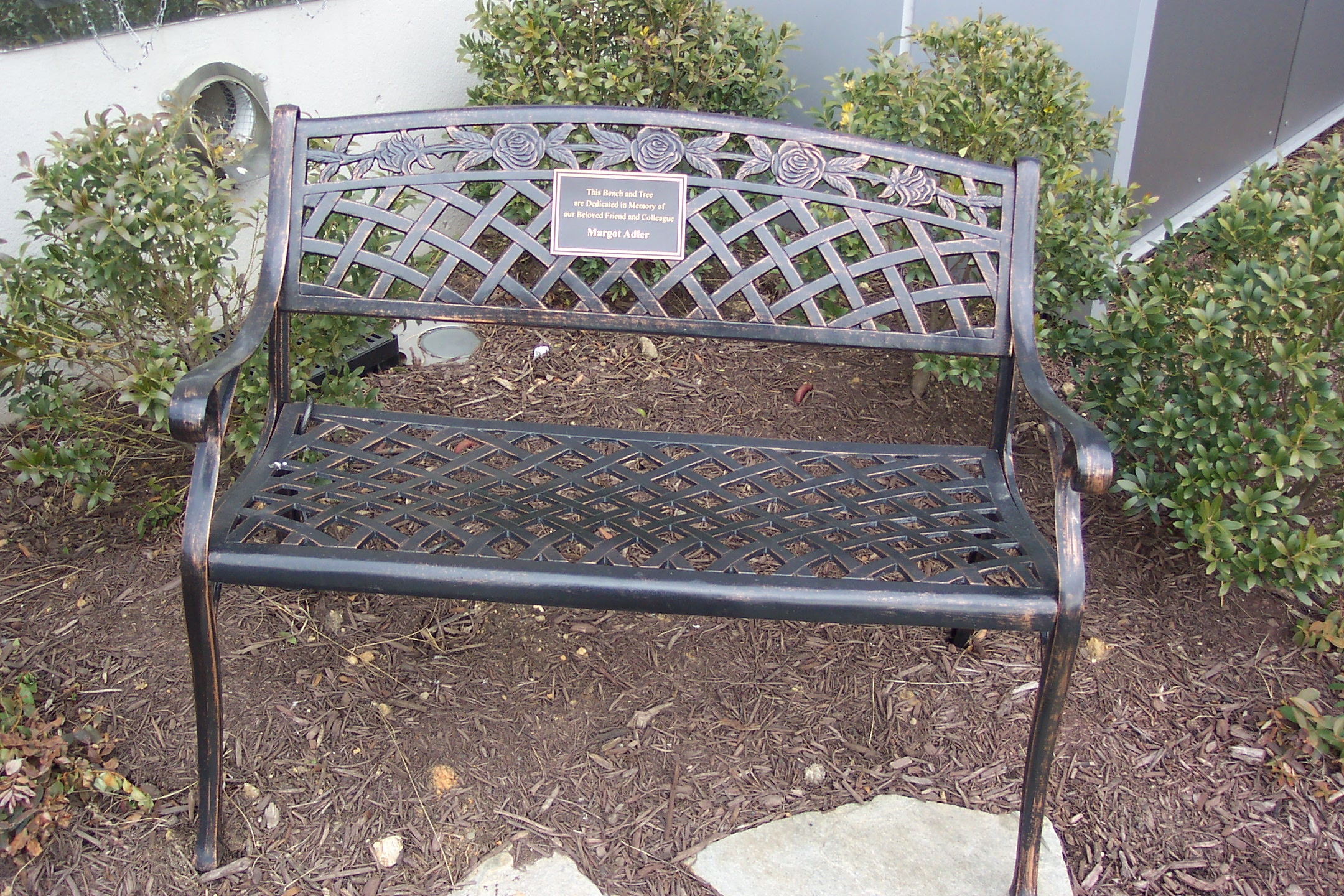
Vid NPR:s högkvarter i Washington DC, hedras Margot Adler med en minnesbänk.

Efter att ha återvänt till New York började hon arbeta vid Pacificas systerstation WBAI-FM, där hon 1972 skapade talkshowen Hour of the Wolf (som fortfarande sänds på 2020-talet, numera med Jim Freund som programledare). Senare skapade hon även en annan talkshow, med titeln Unstuck in Time.
Adler började 1979 arbeta för NPR som allmänreporter efter att ha tillbringat ett år som frilansande korrespondent för bolaget med bevakning av New York. Därefter arbetade hon med en mängd reportage om vitt skilda ämnen – från dödsstraffet och rätten att dö-rörelsen, till reaktioner på kriget i Kosovo, datorspel, drogen ecstasy, nördkultur, barn och teknologi samt Pokémon. Efter elfte september-attackerna lade hon mycket av sitt fokus på att skildra de mänskliga aspekterna av katastrofen i New York, inklusive förlusten av anhöriga, hem och arbeten samt arbetet med hjälpinsatserna. 
Adler var programledare för Justice Talking tills programmet lades ned den 3 juli 2008. Hon var också en återkommande röst i programmen Morning Edition och All Things Considered. Hon var dessutom medproducent till det prisbelönta radiodramat War Day.

### Nyhedendom
Adler skrev Drawing Down the Moon,  en bok från 1979 om nyhedendom som 2006 kom i reviderad utgåva. Boken betraktas av vissa som en milstolpe inom amerikansk nyhedendom, eftersom den var den första omfattande genomlysningen av moderna naturbaserade religioner i USA. Under många år var detta det enda introducerande verket om amerikanska nyhedniska grupper. Adler drogs också till hedendomen genom den andliga sidan av sin feminism, vilken tog avstånd från monoteismens hierarkier. Hon instämde i historikern James Breasteds beskrivning av monoteismen som "imperialism inom religion".
Adlers andra bok, Heretic’s Heart: A Journey Through Spirit and Revolution, gavs 1997 ut av Beacon Press. Adler var wiccaprästinna och äldste inom Covenant of the Goddess, samt aktiv inom det unitariska universalistiska trossamfundet.

### Sista tid
I början av 2011 fick Adler diagnosen livmodercancer, vilken under de följande tre åren metastaserade. Hon dog den 28 juli 2014, 68 år gammal.

## Privatliv
Margot Adlers livspartner var John Gliedman, som hon gifte sig med i juni 1988 vid 42 års ålder. Liksom Adler var han son till en psykiater och högutbildad, med en doktorsexamen från Massachusetts Institute of Technology. Redan 1976 höll de en förlovningsceremoni, och deras äktenskap ingicks genom en hednisk ritual på Martha's Vineyard - en plats där Adler tillbringat många sommarsemestrar på som barn. Deras bröllop var den första hedniska handfästningen att beskrivas på New York Times samhällssidor. Paret fick ett barn tillsammans, en son född 1990.